# エリナー・オブ・カスティル
エリナー・オブ・カスティル（Eleanor of Castile, 1241年 - 1290年11月28日）は、プランタジネット朝のイングランド国王エドワード1世の王妃。カスティーリャ＝レオン王フェルナンド3世と、2番目の王妃であるポンチュー女伯ジャンヌ・ド・ダンマルタンの娘。スペイン語名はレオノール・デ・カスティーリャ（Leonor de Castilla）。カスティーリャ＝レオン国王アルフォンソ10世は異母兄、エドワード2世は四男である。

## 生涯
1254年、カスティーリャ王国の首都ブルゴスで、王太子エドワード（後のエドワード1世）と成婚した。イングランド側にとっては、アキテーヌ公領の背後に控えるカスティーリャ＝レオン王国の力で、フランスがアキテーヌ領へ侵攻するのを牽制する目的があった。カスティーリャ＝レオン王国にとっても、フランスと国境を巡る争いがあり、イングランドの助けを期待するところであった。
1270年8月、第8回十字軍遠征へ向かう王太子に同行してイングランドを出発、4年余りを国外でともに過ごす。
王との仲は極めて睦まじく、16人の子が生まれたが、成人したのはそのうちマーガレット、エドワード2世、エリザベス他4人だった。
1290年、王太子エドワードの婚約者であったスコットランド女王マーガレット（メイド・オブ・ノルウェー）の海難死の追悼と、スコットランド王位の請求のためにスコットランドへ向かう夫に従った。その途上、イングランド中部リンカン近郊のハービーで病没した。王はただちに旅を中断、王妃の内臓をリンカン寺院に埋葬し、防腐処置した遺体をウェストミンスター寺院へ埋葬すべくロンドンへ向かった。王は王妃の死を悲しみ、ロンドン到着までに葬列が泊まった12か所に、エリナーを悼むゴシック式の十字塔「エリナー・クロス」を建てさせた。ゲディントン、ハーディングストーン、ウォルサムの3か所に現存している。

## 子女
- 長女（1255年）
- キャサリン（1264年）
- ジョーン（1265年）
- ジョン（1266年 - 1271年）
- ヘンリー（1268年 - 1274年）
- エリナー（1269年 - 1298年） - 1293年、バル伯アンリ3世と結婚
- ジュリアーナ（1271年）
- ジョーン（1272年 - 1307年） - 1290年に第7代グロスター伯爵ギルバート・ド・クレアと結婚、1297年に初代モンサーマー男爵ラルフ・ド・モンサーマーと再婚
- アルフォンソ（1273年 - 1284年）
- マーガレット（1275年 - 1333年） - 1290年、ブラバント公ジャン2世と結婚
- ベレンガリア（1276年 - 1277/1278年）
- 九女（1277年 - 1278年）
- メアリー（1279年 - 1332年） - 修道女
- 四男（1280/1281年）
- エリザベス（1282年 - 1316年） - 1297年にホラント伯ヤン1世と結婚、1302年に第4代ヘレフォード伯爵ハンフリー・ド・ブーンと再婚
- エドワード2世（1284年 - 1327年） - イングランド王